# Inspección de calado
La inspección de calado es el cálculo del peso de la carga embarcada o desembarcada de una nave a partir de mediciones en los cambios del volumen de agua desplazado. La técnica está basada en el principio de Arquímedes. El procedimiento ha sido estandarizado por la Comisión Económica de las Naciones Unidas para Europa para su uso en la medición de los cargamentos de carbón.

## Procedimiento
La inspección de calado se realiza leyendo el calado del buque en las marcas de calado de seis puntos del casco: proa, centro y popa, a babor y estribor. El cálculo se ajusta previamente, incluyendo factores como el asiento, la densidad del agua o los cambios en el peso del buque sin carga.